# Петко Груев Стайнов (фондация)
Фондация „Петко Груев Стайнов“ е фондация, създадена от наследниците и съратници на композитора Петко Стайнов, ръководени от убеждението, че и творчеството на класика на българската художествена музика Петко Стайнов, и жизненият му подвиг и народополезното му обществено дело трябва да бъдат трайно достояние на съвременното и бъдещите поколения.
Учредители на Фондация „Петко Груев Стайнов“ са синовете на композитора Григорий и Стефан Стайнови, сестра му Пенка Шишманова, племенникът му Дончо Стайнов, съпругата на покойния му брат Виолина Янкова, близките му сътруднички и съратнички проф. Агапия Баларева и диригентката Петя Павлович, както и адвокатът Александър Дянков.
Седалището на Фондацията е в София, на ул. „Иван Вазов“ 23 – дома на Петко Стайнов след установяването му в София, в който на 24 януари 1933 г. е създадено Дружеството на българските компонисти „Съвременна музика“ (Съюз на българските композитори).
Целите на фондацията са:
- популяризиране на творчеството и общественото дело на големия български композитор Петко Груев Стайнов в страната и чужбина;
- популяризиране на българското музикално творчество и хорово дело в страната и чужбина;
- подпомагане развитието на българското музикално творчество, изпълнителско изкуство и музикознание и в частност на младите композитори, диригенти, изпълнители, изследователи;
- подпомагане музикалните и другите културни дейности на град Казанлък;
- подпомагане на всякакви дейности, насочени към утвърждаването на националната самобитност на българското музикално изкуство и култура;
- организиране и поддържане, самостоятелно или в сътрудничество с читалище и музей „Искра“ и община Казанлък, на музей „Петко Стайнов“ в къщата на Петко Груев Стайнов.